# Bifröst

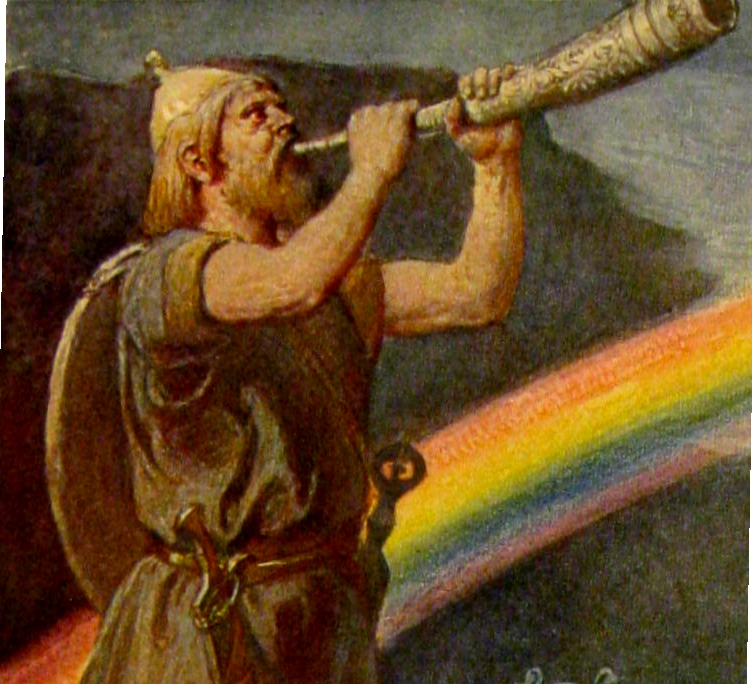
Heimdal permanece junto al arcoíris mientras hace sonar su cuerno. Obra de Emil Doepler (1905).

En la mitología nórdica, el Bifröst (también Bilröst) es un puente de arcoíris ardiente que une Midgard (el mundo de los hombres) y Asgard (el reino de los dioses). El puente aparece mencionado como Bilröst en la Edda poética, como Bifröst en la Edda prosaica de Snorri Sturluson y en diversos poemas de la poesía escáldica. Ambas Eddas también se refieren al puente como Asbrú (nórdico antiguo «el puente de los Æsir»).
Según la Edda prosaica, el puente finaliza en la bóveda celestial donde el dios Heimdal, el vigilante, tiene su residencia llamada Himinbjörg. Desde allí vigila a los gigantes. La destrucción del puente durante el Ragnarök por los ejércitos de Múspellsheimr está profetizada. Existen paralelismos entre Bifröst y otro puente presente en la mitología nórdica, Gjallarbrú.

## Etimología

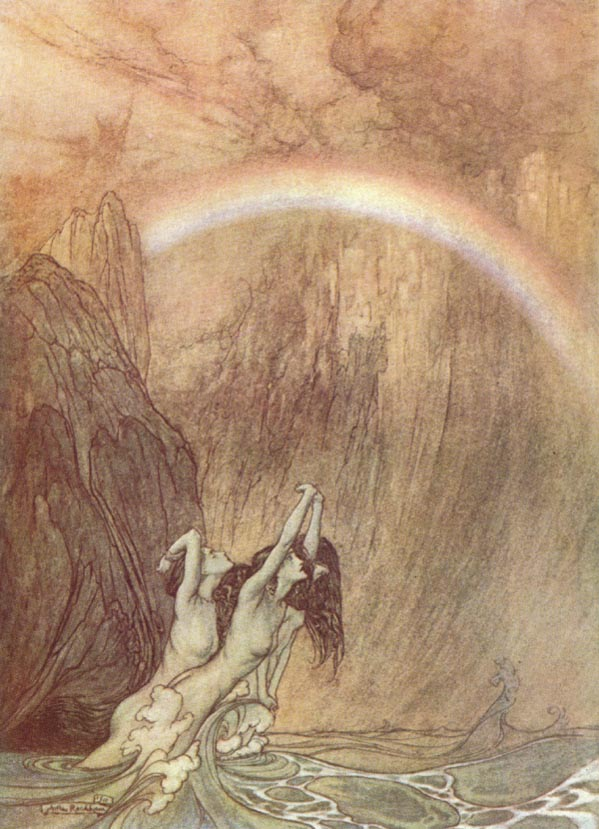
Bifrost por Arthur Rackham.

Andy Orchard traduce Bifröst como posible "brillante camino". Resalta que el primer término Bilröst—bil ( "un momento")—"sugiere la naturaleza efímera del arco iris", y lo relaciona con el primer término de Bifröst—el verbo en nórdico antiguo bifa significa "brillar" o "sacudir"—notando que el elemento provoca un concepto de un puente "brillante y lustroso". Rudolf Simek por su lado, afirma que Bifröst podría significar "el balanceante camino hacia el cielo" (también citando bifa) o, si Bilröst es la forma original que los dos mencionados por Simek, "el arco iris fugazmente entrevisto" (ver bil, quizás significando "instante, punto débil").

## Edda poética

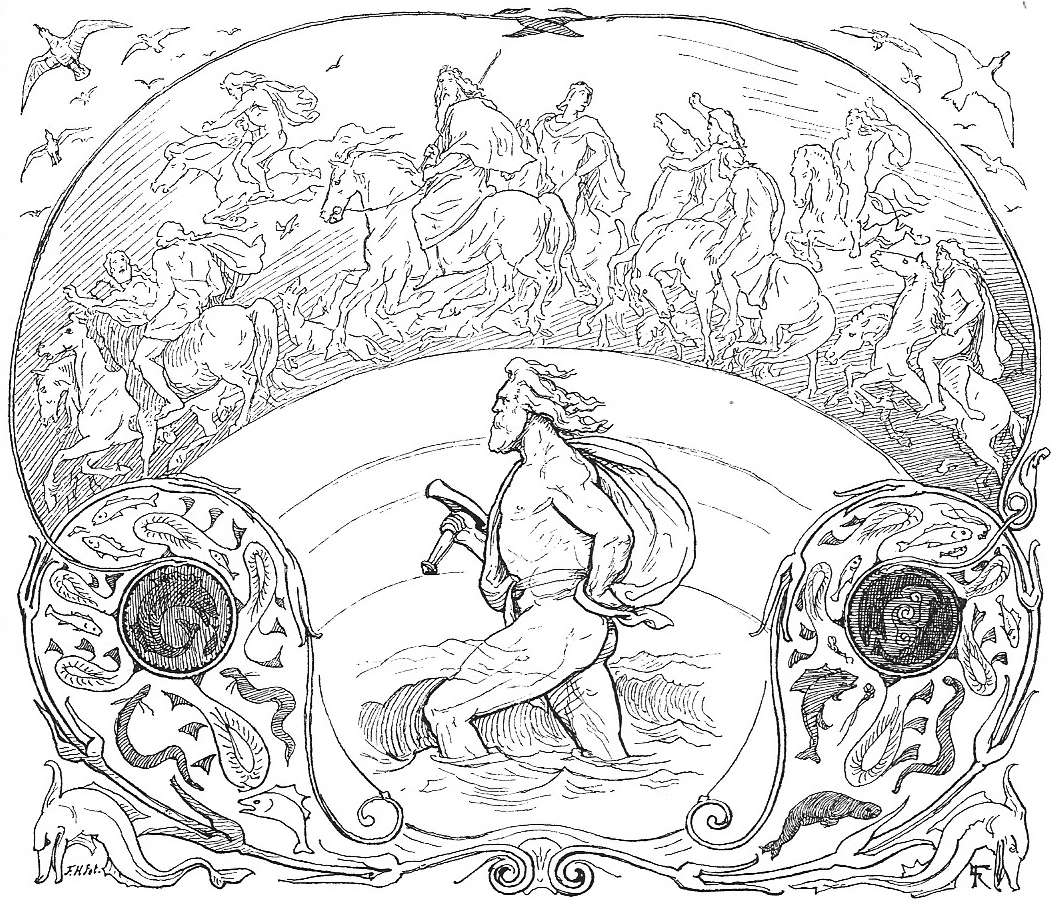
Thor vadea un río mientras los æsir cabalgan sobre el puente Bifröst, de Lorenz Frølich (1895).

En la Edda poética el puente se menciona en los poemas Grímnismál y Fáfnismál, donde se denominan Bilröst. En una de las dos estrofas de Grímnismál, Grímnir (en realidad Odín disfrazado) aporta conocimiento cosmológico a un joven Agnarr, mencionando que Bilröst es el mayor de los puentes. En Grímnismál, Grímnir dice que Asbrú "arde con llamas" y que, a diario, el dios Thor vadea entre las aguas de Körmt y Örmt y los dos ríos de Kerlaugar. En Fáfnismál, un agonizante Fafnir dice al héroe Sigurd que durante el Ragnarok, los dioses portarán lanzas y se reunirán en Óskópnir. Desde allí, los dioses cruzarán Bilröst, que se partirá a medida que van avanzando y provocan que sus caballos caigan a un inmenso río.

## Edda prosaica

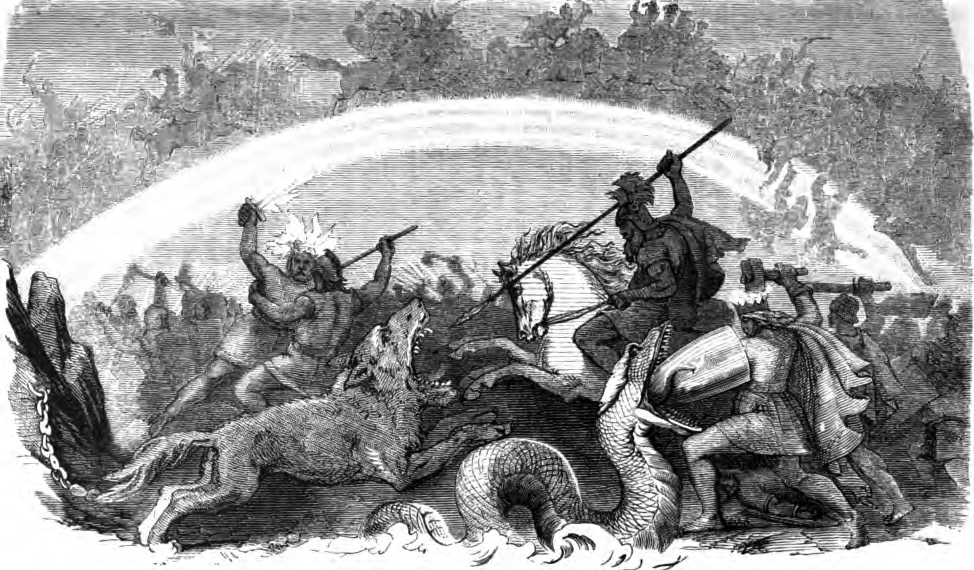
Bifröst aparece al fondo durante la batalla de los dioses. Obra de Friedrich Wilhelm Heine (1882).

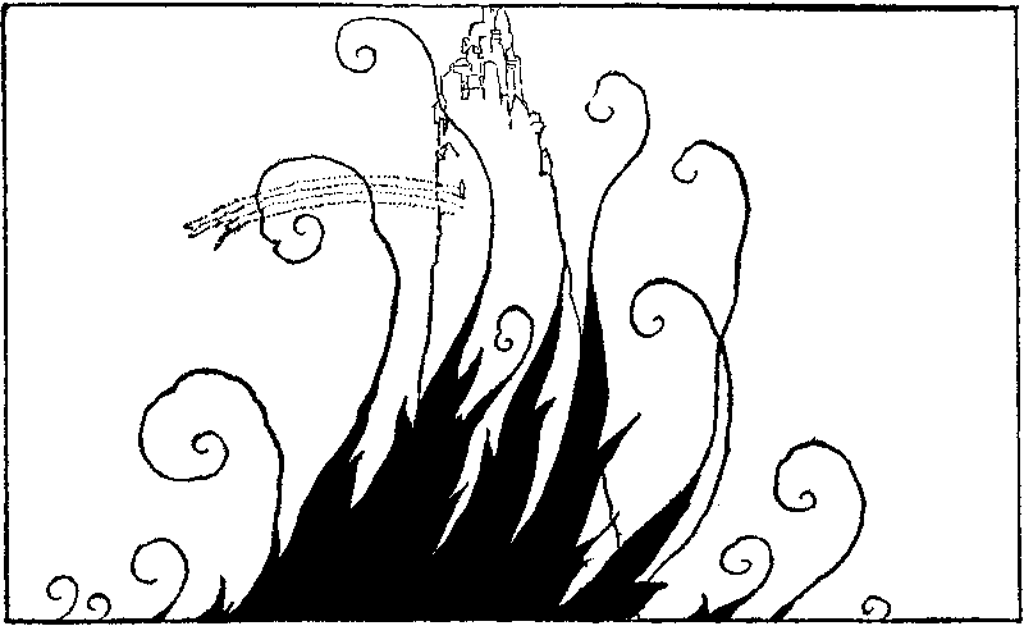
Bifröst en la obra El ocaso de los dioses de Willy Pogany (1920).

El puente aparece en los libros Gylfaginning y Skáldskaparmál, donde se denomina Bifröst. En Gylfaginning (cap. 13), Gangleri (el rey Gylfi disfrazado) pregunta a Hár que caminos existen entre el cielo y la tierra. Hár ríe porque considera que no es una pregunta muy inteligente y explica que los dioses construyeron un puente y le pregunta incrédulo a Gangleri como no había escuchado esta historia anteriormente. Hár le dice a Gangleri que debe haberlo visto y que puede llamarlo arcoíris. Hár dice que el puente tiene tres colores, es muy recio, "y está construido con arte y maña en una forma nunca antes vista en otras construcciones."
Hár también menciona que, aunque el puente es fuerte, se quebrará durante el trayecto hacia Muspelheim cuando atenten cruzarlo, y que los caballos tendrán que cruzar a nado entre los "grandes ríos". Gangleri contesta que no le parece que los dioses "construyeran el puente a conciencia ya que puede romperse, considerando que son capaces de lo que sea a voluntad". Hár responde que los dioses no merecen que se les critique por la rotura del puente ya que "no hay nada en este mundo que pueda asegurar cuando atacarán los hijos de Muspell".
En Gylfaginning (cap. 15), Jafnhár dice que Bifröst también se llama Asbrú, y que cada día los dioses lo cruzan cabalgando con sus caballos, a excepción de Thor, que vadea entre las aguas de los ríos Körmt y Örmt para llegar al Pozo de Urd, un lugar santo donde los dioses tienen su corte. Gangleri pregunta si el fuego arde sobre. Hár dice que el color rojo es el fuego ardiente y que sin ese fuego los jotuns "llegarían hasta el cielo" pues cualquiera podría cruzarlo. Hár añade que, en el cielo, "hay muchos lugares hermosos" y que "todo en aquel lugar tiene una protección divina".
En otro capítulo (cap. 17), Hár menciona a Gangleri la localización de Himinbjörg "permanece en los límites donde Bifrost se une al cielo". También dice que el dios Heimdal (cap. 27) vive en Himinbjörg, y guarda el puente de la montaña de Jotnar mientras permanece sentado. Como referencia, Jafnhár ensalza la segunda de las dos estrofas de Grímnismál donde cita el puente, y predice los eventos de Ragnarök: los cielos se abrirán y de ahí partirán los jinetes "hijos de Muspell", quebrando Bifröst a su paso, "como ya se ha dicho antes".
En Skáldskaparmál, solo se menciona el puente en el capítulo 16 donde el escaldo Úlfr Uggason se refiere a Bifröst como "el camino de los poderes".

## Teorías

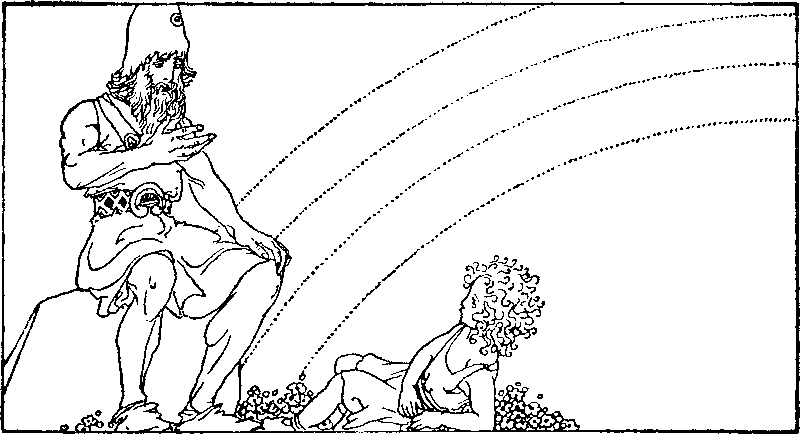
Bifröst al fondo, Heimdallr explica a la pequeña Hnoss como todas las cosas llegan a ser. Obra de Willy Pogany (1920).

En su traducción de la Edda prosaica, Henry Adams Bellows comenta que la estrofa de Grímnismál donde menciona a Thor y el puente, significa que «Thor debe ir a pie en los últimos días de la destrucción, cuando el puente arde». Otra interpretación, no obstante, es que «cuando Thor abandona el cielo (al finalizar la tormenta) aparece el arco iris caliente bajo el sol».
John Lindow resalta el paralelismo entre Bifröst, "un puente entre la tierra y el cielo, o la tierra y el mundo de los dioses", y el puente Gjallarbrú, "un puente entre la tierra y el inframundo, o la tierra y el mundo de los muertos".
Algunos eruditos identifican la Vía Láctea como Bifröst. y otros con la aurora boreal.